# Ivesia saxosa
Ivesia saxosa är en rosväxtart som först beskrevs av John Gill Lemmon och E. Greene, och fick sitt nu gällande namn av B. Ertter. Ivesia saxosa ingår i släktet Ivesia och familjen rosväxter. Inga underarter finns listade i Catalogue of Life.